# Andover (Illinois)
Pour les articles homonymes, voir Andover.
Andover est un village du comté de Henry, dans l’Illinois, aux États-Unis.